# Killer Tomatoes Eat France!
Killer Tomatoes Eat France! è un film del 1992 diretto da John De Bello.
È il quarto ed ultimo sequel de L'attacco dei pomodori assassini e, come il suo predecessore, Killer Tomatoes Strike Back, è stato distribuito direct-to-video. 